# Obraz Matki Bożej Częstochowskiej
Obraz Matki Bożej Częstochowskiej (również Obraz Matki Bożej Jasnogórskiej lub Obraz Czarnej Madonny; w tradycji wschodniej częstochowska ikona Matki Bożej lub częstochowska ikona Bogarodzicy; cs. czenstochowskaja ikona Bożyjej Matieri) – wizerunek przedstawiający Maryję z Dzieciątkiem w typie hodegetrii (praw. ikony), znajdujący się w najważniejszym i najbardziej uczęszczanym polskim sanktuarium maryjnym na Jasnej Górze w kaplicy Matki Bożej pod opieką ojców paulinów w Częstochowie, nieznanego autorstwa otoczony szczególnym kultem religijnym wśród wiernych Kościoła rzymskokatolickiego oraz Cerkwi prawosławnej i uważany przez nich za cudowny. Współcześnie jest jednym z najlepiej rozpoznawalnych symboli chrześcijaństwa w Polsce i na świecie.

## Legendy
Według XV-wiecznej legendy, zapisanej w najstarszej historii obrazu pt. (łac. Translatio Tabulae Beatae Mariae Virginis, quam Sanctus Lucas depinxit propris manibus) (pol. Przenosiny tablicy Błogosławionej Maryi Dziewicy, którą święty Łukasz wymalował własnymi rękami), miał go namalować św. Łukasz Ewangelista na deskach stołu w domu Maryi w Jerozolimie. Następnie cesarz Konstantyn Wielki przeniósł obraz do Konstantynopola i umieścił w świątyni, gdzie zasłynął łaskami. Zobaczywszy wizerunek, książę ruski Lew Halicki uprosił cesarza, aby mu go darował. Po jego zgodzie, książę Lew podarowany obraz przeniósł do swych posiadłości i go przyozdobił, po czym w czasie wojny prowadzonej na Rusi przez Ludwika Węgierskiego obraz został ukryty na zamku w Bełzie. Następnie po zdobyciu tego zamku przez Ludwika, namiestnikiem zdobytych ziem mianował on księcia opolskiego Władysława. Znaleziony obraz otoczył szczególną opieką, bo podczas późniejszego oblężenia zamku bełskiego przez Litwinów i Tatarów modlitwa przy nim i orędownictwo u Maryi przyniosły mu – jak sądził – zwycięstwo nad najeźdźcami. Wkrótce chcąc przewieźć wizerunek do Opola, napotkał na przeszkodę, bo konie zaprzężone do wozu z obrazem nie chciały ruszyć. Wówczas ślubował, że obraz nie trafi do Opola, lecz do fundowanego przez niego klasztoru. Jak się później okazało, do sprowadzonych do Częstochowy z Węgier paulinów.
Natomiast według legendy tradycji wschodniej, wizerunek mógł powstać w Jerozolimie, w miejscu zwanym Wieczernikiem, związanym z Ostatnią Wieczerzą. W latach 66–67, w czasie ekspansji rzymskich wojsk pod przywództwem cesarzy Wespazjana i Tytusa, chrześcijanie mieli uciec do miasteczka Pella i wraz z innymi świętościami mieli ukryć w jaskini częstochowską ikonę Bogurodzicy. W drugiej połowie XII wieku ikona Bogarodzicy została uroczyście przewieziona na Ruś, przebywając wcześniej, jak mówią niektóre źródła, w Bułgarii, na Morawach i w Czechach. Książę halicko-wołyński Lew Daniłowicz umieścił ją pod zarządem prawosławnego duchowieństwa w zamku w Bełzie, gdzie miała zasłynąć licznymi cudami.

## Historia obrazu

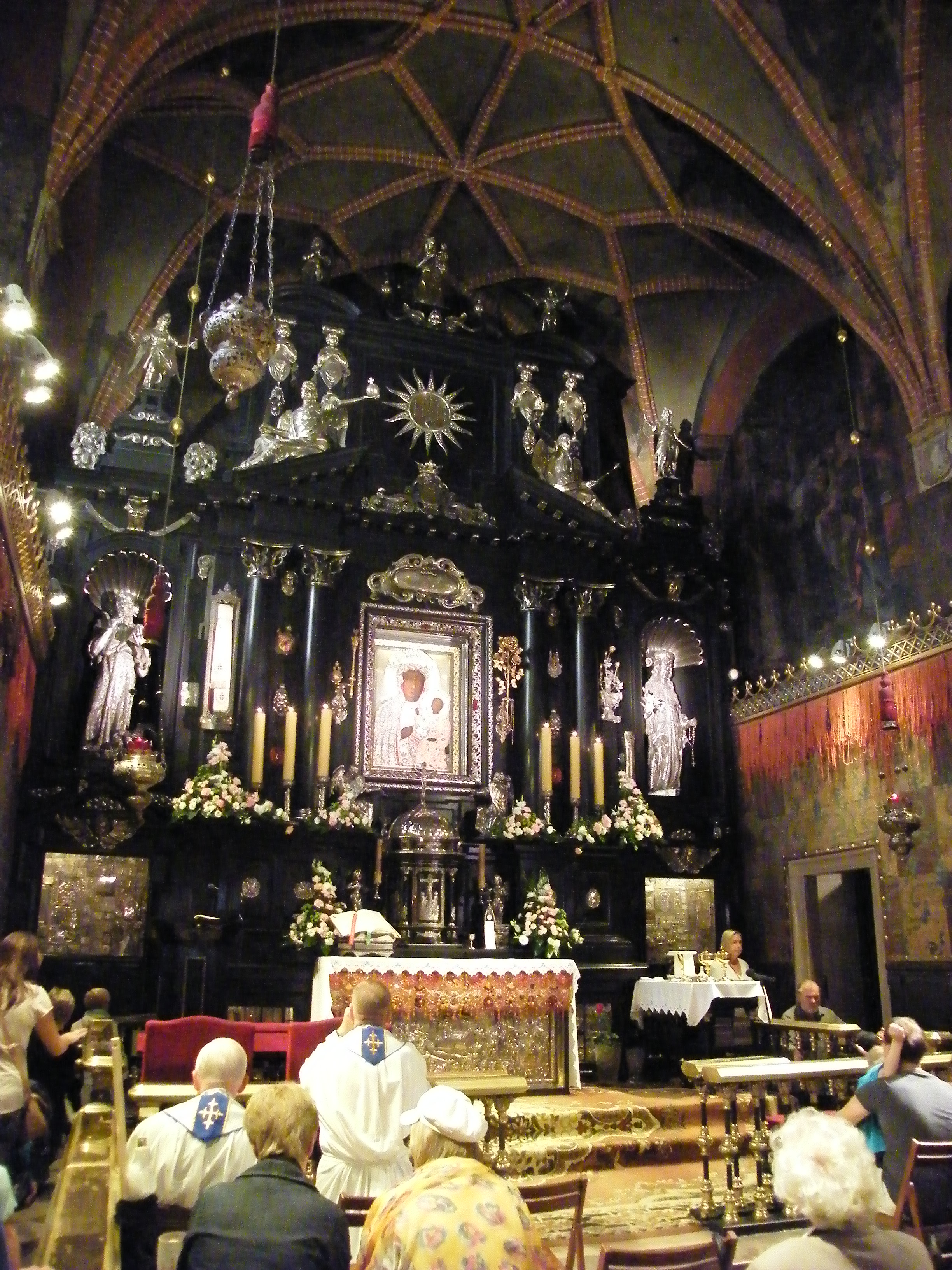
Widok na ołtarz główny w kaplicy z obrazem Matki Boskiej Częstochowskiej

Autorstwo i data powstania obrazu nie jest znana. Według niektórych obraz jest dziełem nieznanego włoskiego malarza powstałym w XIV wieku.
9 sierpnia 1382 książę Władysław Opolczyk przekazał kościół parafialny Najświętszej Maryi Panny na wzgórzu koło Starej Częstochowy sprowadzonym z Węgier paulinom i erygował tam klasztor. W 1384 książę ofiarował obraz z wizerunkiem Matki Bożej z Dzieciątkiem. Są to udokumentowane fakty historyczne.
Według tradycji zakonnej, przekazanej w drugiej połowie XVI wieku przez pisarza paulińskiego o. Mikołaja z Wilkowiecka OSPPE, obraz Matki Bożej został złożony na Jasnej Górze w dwa lata po fundacji klasztoru, czyli w 1384. Jako datę bardziej szczegółową można przyjąć 31 sierpnia 1384 podaną przez Petrusa Risiniusa w dziele (łac. Historia pulchra et stupendis miraculis referta Imaginis Mariae...). Następnie król Władysław Jagiełło, zapewne za namową swej żony, św. Jadwigi, potwierdził w 1393 fundację Jasnej Góry i rozszerzył jej nadania.
Najstarszą, bardziej wiarygodną informację o historii obrazu podał Jan Długosz. Nie podał on co prawda daty sprowadzenia cudownego obrazu, ale przekazał obszerną relację o zniszczeniu wizerunku przez husytów w czasie obrazoburczego napadu na klasztor 16 kwietnia 1430. Liczne skarby i wota sanktuarium zwabiły rabusiów, którzy sprofanowali i zniszczyli obraz. Wyrwany z ołtarza, wyniesiony został przed kaplicę i porąbany szablami, a na koniec został przebity mieczem i wreszcie porzucony w okolicy kościoła św. Barbary. Napaści dokonali husyci z pogranicza Czech i Moraw, a przewodzili im kniaź wołyński Fryderyk Ostrogski oraz dwaj polscy szlachcice, Jakub Nadobny z Rogowa herbu Działosza i Jan Kuropatwa z Łańcuchowa herbu Szreniawa. Napad ten miał nie tylko charakter rabunkowy, ale również polityczny, gdyż książę wołyński pozostawał wówczas w bliskich kontaktach z wielkim księciem litewskim Witoldem, a później jego następcą Świdrygiełłą. Wiedli oni w tym czasie ostry spór z królem Władysławem Jagiełłą w sprawie korony litewskiej. Można przypuszczać, że motywem napadu mogła być też chęć wszczęcia zamieszek politycznych.
Pojawiają się również inne wersje napadu. Miał on być czysto rabunkowy, co sugerował Jan Długosz (a nie religijny), a obraz został zniszczony w gniewie po tym, jak nie znaleziono w klasztorze spodziewanych skarbów. Władysław Jagiełło zamierzał początkowo w ramach odwetu najechać na Królestwo Czech, ale zrezygnował, gdy dowiedział się, że większość rozbójników stanowili Polacy. Wbrew temu, co napisał Jan Długosz o rychłej śmierci sprawców, król Polski nie wydał surowych wyroków. Uznawany za głównego sprawcę Jan Kuropatwa dożył starości i nawet został doradcą króla Kazimierza Jagiellończyka. Przekonanie o tym, że napadu dokonali husyci, jest popularne do dziś.
Mocno uszkodzony obraz został przewieziony do Krakowa i umieszczony w ratuszu. Następnie król Władysław Jagiełło zlecił jego naprawę malarzom ruskim. Podobną relację podaje Mikołaj Lanckoroński w dziele pt. Historia venerande imaginis Beatae Mariae Virginis quae in Claro Monte in magna veneratione habetur, informując ponadto, że:

[Obraz został] przyozdobiony złotem, srebrem i klejnotami ze skarbu Królewskiego Majestatu.

Malarze wschodni usiłowali przywrócić obraz do stanu pierwotnego. Kładli farby nową techniką (tempery), czego stare malowidło nie przyjmowało. Nie znali bowiem dawnej techniki enkaustycznej, stosowanej w obrazach starochrześcijańskich i bizantyńskich, którą wykonano pierwotny wizerunek. Prace trwały być może nawet dwa lata. Artyści pozostawili nawet ślady ran, zadanych Matce Bożej na obrazie pierwotnym. Zachowali również te same deski, na których namalowano pierwowzór. Zmieniono natomiast ozdoby szat. Lilie andegaweńskie na płaszczu Maryi nawiązują do herbu andegaweńskiego króla Węgier Ludwika. Prawdopodobnie dodano także do rąk Dzieciątka książkę. Z późniejszych badań prof. Rudolfa Kozłowskiego wynika, że z pierwotnego obrazu zachowała się tylko deska podobrazia, natomiast samo malowidło z lat 1430–1434 jest dokładnym odtworzeniem wcześniejszego oryginału.
17 listopada 1655 prowincjał o. Teofil Bronowski OSPPE wywiózł z Jasnej Góry obraz na Śląsk, aby nie narażać go na ewentualną profanację czy grabież ze strony zbliżających się wojsk szwedzkich. Obraz przechowywano w paulińskim klasztorze w Mochowie koło Prudnika. Niektóre źródła podają, że przechowywano go w kaplicy zamkowej w Głogówku, gdzie w tym czasie przebywał król Jan Kazimierz.
W 1682 z okazji jubileuszu 300-lecia Jasnej Góry obraz został odnowiony. Równocześnie prowincjał o. Izydor Krasuski OSPPE wykonał olejne malowidło na płótnie przedstawiające w kilkunastu scenach dzieje obrazu, przyklejone następnie do jego odwrocia. Kolejne prace przy obrazie miały miejsce w 1705, a przeprowadził je, przemalowując pewne partie, pauliński złotnik brat Makary Sztyftowski. Przemalował on olejnymi farbami płaszcz i suknię Maryi i Dzieciątka, do płaszcza Maryi wbił także 28 mosiężnych gwiazdek.
W okresie dwudziestolecia międzywojennego badań i gruntownej konserwacji obrazu podjął się prof. Jan Rutkowski. W latach 1925–1926 usunął on nałożone wcześniej olejne farby, sadzę z twarzy Matki Bożej i Pana Jezusa, 28 mosiężnych gwiazdek oraz ślady gwoździ, którymi były przybite do deski celem umocnienia sukienek. Oczyścił także deski od robactwa i ubytków na skutek próchnienia oraz zdjął z odwrocia obrazu wspomniane wcześniej malowidło z 1705, nakleił je na oddzielną deskę lipową, po czym przytwierdził do obrazu. W ten sposób powstał tzw. Zaplecek, który później w 1980 został odłączony od obrazu i obecnie jest eksponowany w jasnogórskim Muzeum 600-lecia.
W latach II wojny światowej obraz znajdował się w ukryciu, pod jednym z blatów stołowych w bibliotece klasztornej. Po wojnie wymagał kolejnej renowacji, dokonanej przez konserwatora prof. Rudolfa Kozłowskiego. W latach 1948–1952 przeprowadzono badania najnowocześniejszymi metodami: prześwietlono obraz promieniami rentgenowskimi, badano go pod mikroskopem, wykorzystując kryteria mikropaleontologiczne i mineralogiczne, przeprowadzono także ocenę technologiczną i artystyczno-formalną. Po śmierci prof. Kozłowskiego w 1979 opiekę powierzono komisji konserwatorskiej w składzie: ks. Janusz Pasierb, Hanna Jędrzejewska i ks. Stanisław Tomaszkiewicz oraz konserwatorowi prof. Wojciechowi Kurpikowi.

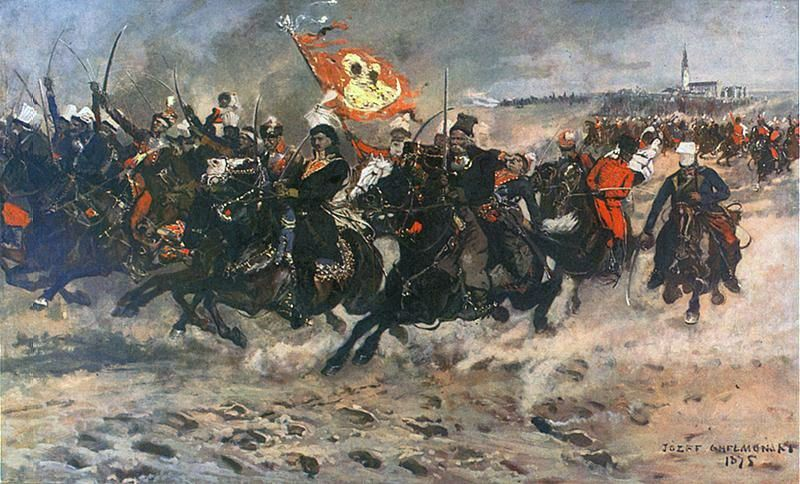
Kazimierz Pułaski pod Częstochową, obraz Józefa Chełmońskiego (1875) – na sztandarze wojsk powstańczych widnieje wizerunek cudownego obrazu

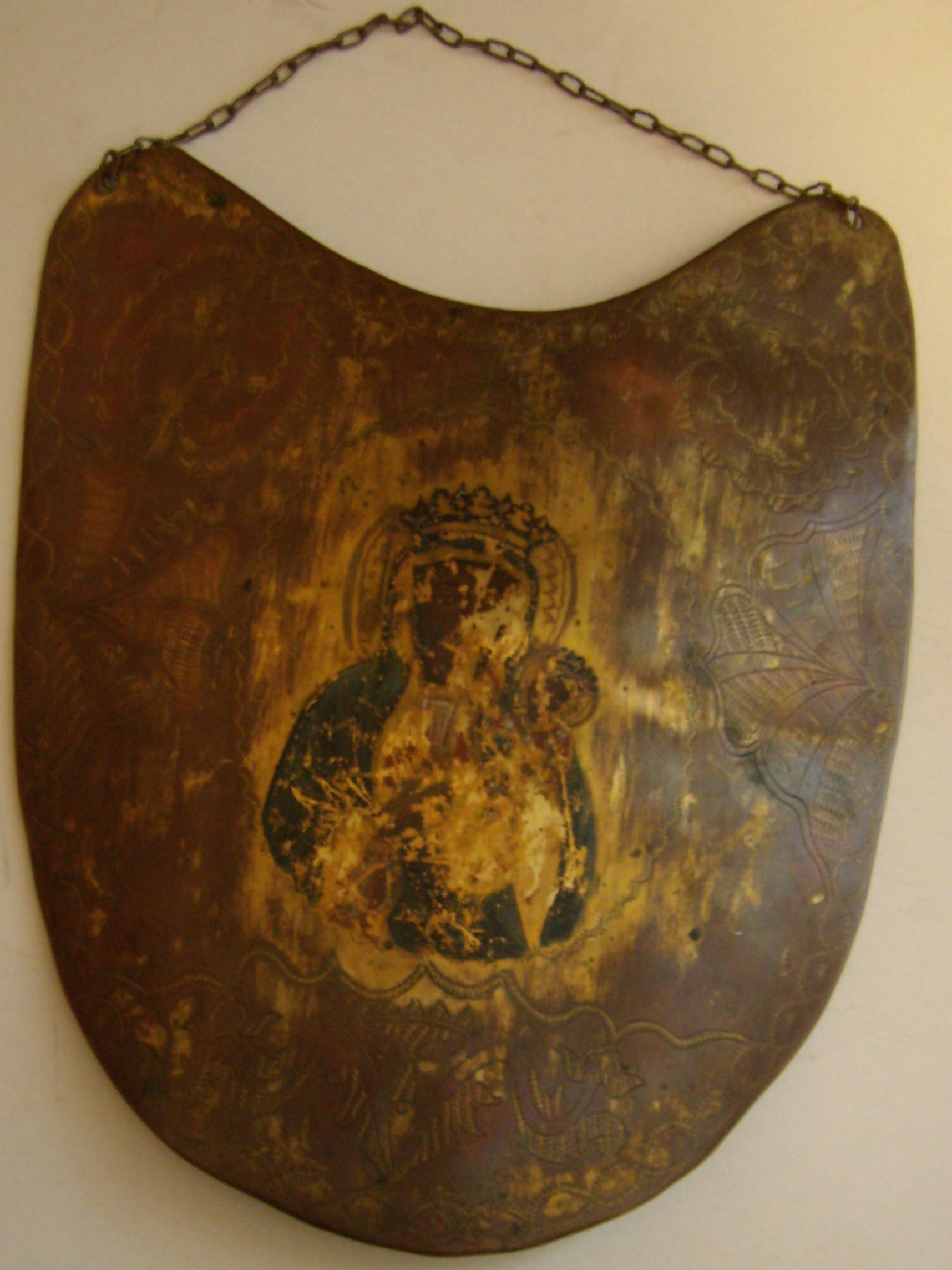
Ryngraf z podobizną obrazu, będący własnością marszałka Józefa Sawy Calińskiego, konfederacja barska

Po porannej mszy świętej w kaplicy Matki Bożej 9 grudnia 2012 około godz. 8:00 podjęto próbę zniszczenia wizerunku Czarnej Madonny. Mężczyzna rzucił w obraz żarówkami wypełnionymi czarną farbą. Obraz nie został uszkodzony dzięki zainstalowanej szybie pancernej. Sprawcę natychmiast ujęła straż jasnogórska.

## Charakterystyka obrazu

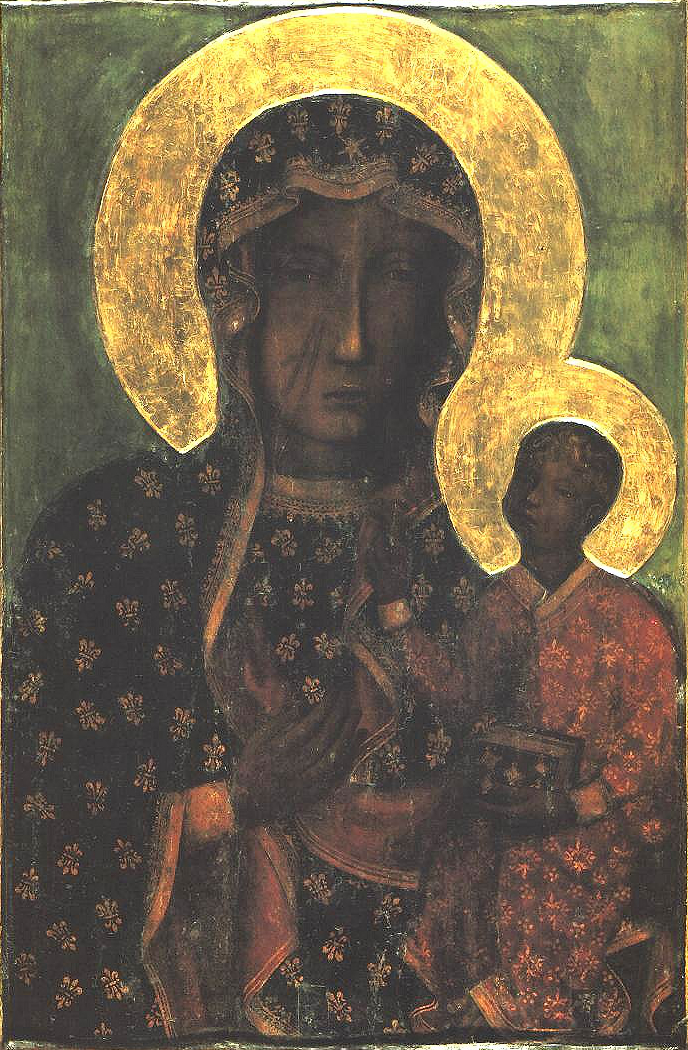
Obraz Matki Bożej Częstochowskiej bez obramowania

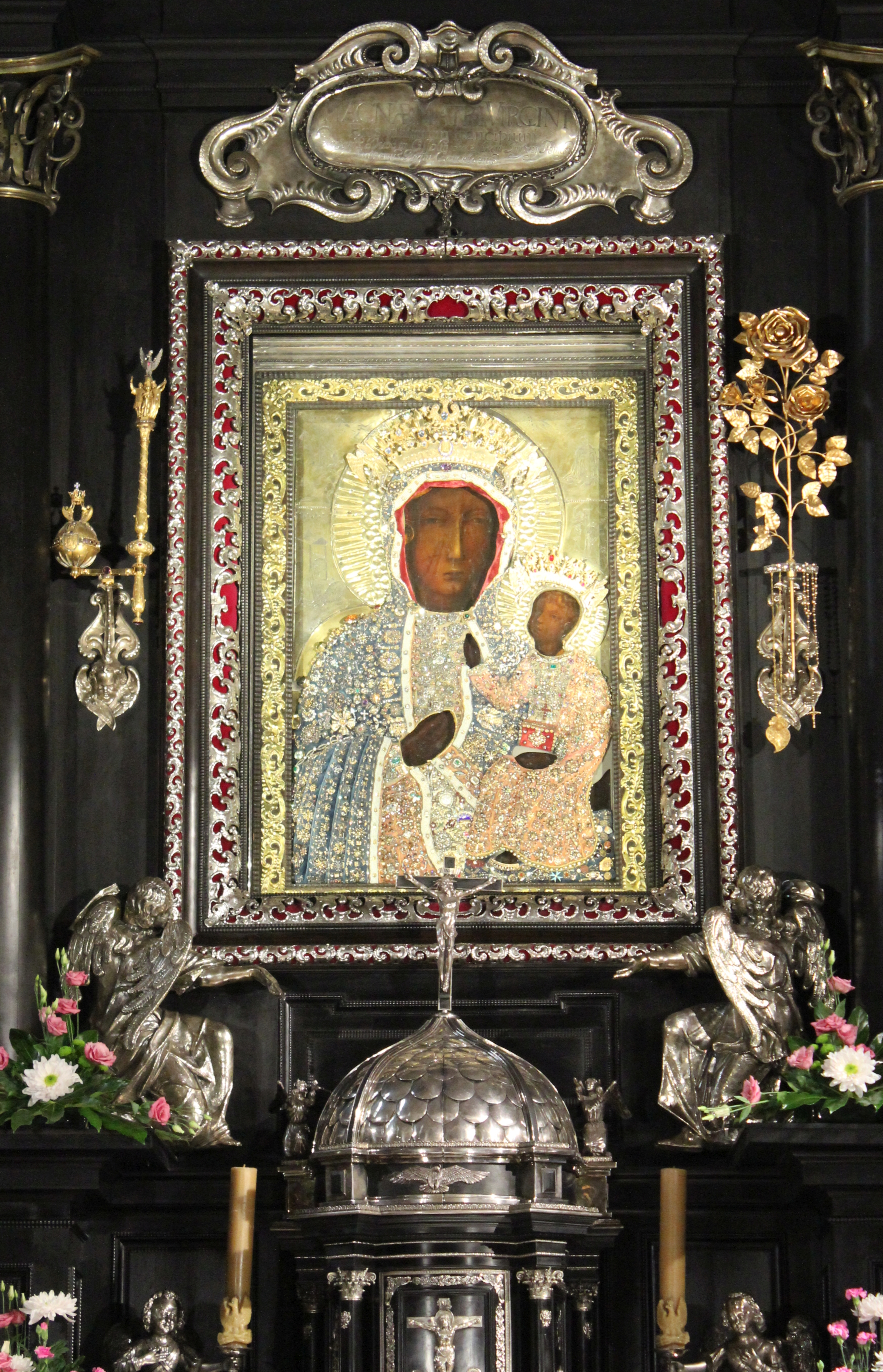
Obraz w ujęciu ołtarzowym w kaplicy Matki Bożej

### Technika wykonania i układ wizerunków
Obraz jest namalowany na zaprawie klejowo-kredowej o grubości 2–3 mm, techniką temperową na płótnie naklejonym na trzy sklejone na styk deski lipowe tzw. podobrazie, o grubości 3,5 cm i mające wymiary (122,2 × 82,2) cm, a uwzględniając ramę nawet (137,0 × 97,2) cm. Wypukłe obramowanie, tzw. pole uzyskano przez pogłębienie powierzchni obrazu i utworzenie kowczegu. Warto dodać, że obraz z upływem czasu ulegał systematycznemu procesowi niszczenia, który powodował konieczność przeprowadzania licznych konserwacji i rewaloryzacji, a ciemny koloryt malowidła jest skutkiem ściemniałej warstwy werniksu.
Obraz Matki Bożej Częstochowskiej należy w ikonografii do typu określanego mianem hodegetrii. Maryja, będąca centralną sylwetką obrazu, pokazana jest w półpostaci frontalnie do widza, z lekkim zwróceniem głowy w prawo, z prawą ręką ukazaną skośnie na wysokości piersi, a lewą z ledwo widocznymi końcami palców podtrzymuje siedzące na niej Dzieciątko. Takie ułożenie i przedstawienie obu postaci ma swoje ikonograficzne analogie i podobieństwa. Historycy sztuki zwrócili uwagę na podobne obrazy, m.in.: bizantyński obraz z X wieku w rzymskim Kościele Santa Maria Maggiore, mozaikowy obraz z XII wieku w serbskim klasztorze Chilandar na górze Athos, czy też rzymski obraz z kościoła Santa Maria Nuova, które być może zainspirowały artystę do przedstawienia w taki sposób wizerunku częstochowskiego.
Obie postacie otoczone są złocistymi nimbami na tle niebieskozielonego malowidła i mają oblicza o karnacji palonego ugru.
Na ramie obrazu znajduje się ornament, w postaci owiniętej wokół suchej gałązki wici akantu na czerwonym tle, który ma wielorakie znaczenie treściowe. Może symbolizować Drzewo Życia utożsamiane z Drzewem Krzyża Chrystusa lub też zawierać aluzję do Maryi i proroctwa Izajasza o różdżce-gałązce, która wyrośnie z pnia Jessego.

### Przedstawienie Maryi
Maryja ubrana jest w ciemnogranatową suknię i płaszcz (maforion), nałożony również na głowę, który jest tu znacznie pofałdowany, z emblematami złocistych lilii heraldycznych oraz wieńczącą złotą gwiazdą sześcioramienną nad czołem. Maforion ma karminową podszewkę, z lekka widoczną na obrazie. Obramowanie maforionu tworzy potrójna złota bordiura, złożona z szerokiej listwy i dwu ażurowych szlaków, z których skrajny, arkadkowy, jest zwieńczony treflowo.
Maryja ma pociągłą twarz o wąskim długim nosie i małych ustach, a wokół głowy roztaczają się pasma włosów, spływających po policzkach. Istotną rolę w prezentacji jej postaci odgrywa światłocień. Jej oblicze jest oświetlone światłem z prawej górnej strony, co uwydatnia jej majestatyczność i dostojeństwo. Siłę wyrazu obrazu potęguje przedstawienie jej oczu z rozbłyskami światła wokół tęczówek, które patrzą na widza, wyrażając smutek i refleksyjną zadumę.
Charakterystyczną cechą obrazu są cięte blizny na jej obliczu. Łącznie jest dziesięć cięć. Są one zlokalizowane na szyi (sześć cięć), z których dwa są dobrze widoczne, a cztery nieco słabiej, natomiast trzy główne blizny widnieją wyraźnie na prawym policzku Maryi. Dwie z nich biegną niemal równolegle, rozszerzając się w kierunku szyi, a trzecia przebiega na linii nosa, przecinając je poprzecznie. Cięcia na szyi, jak również dwie długie linie blizn z policzka w swym końcowym odcinku są mało widoczne, gdyż przysłaniają je częściowo ozdobne sukienki wotywne. Cięcia te są namalowane, wyżłobione specjalnym rylcem i wypełnione ciemnoczerwonym barwnikiem. Upamiętniają rabunkowy napad na Jasną Górę w 1430 i w czasie dokonanej w Krakowie renowacji obrazu w 1434 z niewiadomych powodów zostały w ten sposób wyeksponowane.

### Przedstawienie Dzieciątka
Dzieciątko jest zwrócone twarzą w stronę Matki, prawą rączkę ma uniesioną w geście błogosławieństwa, a w lewej ułożonej na wysokości swoich kolan trzyma świętą księgę, zapewne Ewangelię. Księga ta ma zielonobrunatną oprawę, na której znajduje się pięć złotych rombowych okuć, zakończonych treflowo w narożnikach oraz widoczne są żółte brzegi kart.
Dzieciątko ma lekko zwróconą w lewo, uniesioną ku górze i nieznacznie odchyloną do tyłu główkę, ze spojrzeniem skierowanym na bok, przed siebie. Ma twarz majestatyczną z krótkim noskiem, pełnymi, małymi ustami oraz wijącymi się wokół niej loczkami włosów, przepojoną smutkiem i zamyśleniem. Stosunkowo niewielka główka nieproporcjonalnie kontrastuje z dużymi dłońmi i palcami stóp.
Ubiór Dzieciątka stanowi, okrywająca nóżki i częściowo stopy, pokryta ornamentami jasnokarminowa tunika, z szeroką pionową fałdą pod szyją i wąskimi rękawami z charakterystycznymi mankietami. Ornamenty tuniki Dzieciątka zdobią trzy rodzaje złoconych rozet, utworzonych z palmetek i lilii.

## Zabytkowe ozdoby obrazu

### Ozdobne sukienki
Od początku istnienia sanktuarium pątnicy składali przed obrazem liczne wota. Zwyczaj składania darów przed obrazem Matki Bożej poprzedziła bizantyńsko-ruska tradycja przyozdabiania cudownych ikon drogocennymi ozdobami. Od początku XVIII wieku obraz przystrajano tzw. sukienkami, z których do dziś zachowały się dwie: tzw. brylantowa i rubinowa. W zbiorach jasnogórskiego skarbca obecnie znajduje się siedem innych sukienek, wykonanych z okazji różnych szczególnych wydarzeń (m.in.: koronacji obrazu Matki Bożej w 1910, millenium chrztu Polski w 1966 oraz jubileuszu 600-lecia sanktuarium w 1982).
Każdego roku w Wielkim Tygodniu (Wielki Czwartek), paulini uroczyście dokonują obrzędu zmiany sukienki. Przy słowach Litanii loretańskiej śpiewanej po łacinie wyjmuje się obraz, czyści i nakłada co roku kolejną, jedną z dwóch sukienek: brylantową lub rubinową.
Obecnie istnieje dziesięć sukienek nakładanych na obraz Matki Boskiej Częstochowskiej (→ Galeria):
- sukienka brylantowa (diamentowa) z XVII wieku
- sukienka rubinowa (wierności) z XVII wieku[18]
- sukienka koralowa z 1910
- sukienka milenijna (tysiąclecia) z 1966
- sukienka koralowa (koralowo-perłowo-biżuteryjna) z 1969
- sukienka sześćsetlecia (koralowo-perłowa) z 1981
- sukienka sześćsetlecia (złota) z 1982
- sukienka bursztynowo-brylantowa (zawierzenia Totus Tuus) z 2005
- sukienka wdzięczności i miłości, cierpienia i nadziei narodu polskiego z 2010
- sukienka perłowa z 2018 (kopia sukienki skradzionej w 1909)[20]

### Dar wotywny Jagiełły
Obraz jest przyozdobiony zachowanymi do dzisiaj XV-wiecznymi srebrnymi i złotymi blachami ofiarowanymi przez króla Władysława Jagiełłę, powstałymi w krakowskim warsztacie złotniczym. Blachy te pokrywają zarówno tło, jak i koliste nimby otaczające głowy Maryi i Dzieciątka.
Koliste nimby zdobi trybowany i grawerowany motyw chmurkowego fryzu z promienistą glorią z charakterystyczną liczbą promieni: 56 (aureola Maryi), co odpowiada tradycyjnemu wiekowi ziemskiego życia Matki Bożej i 33 (aureola Dzieciątka), co odpowiada długości życia ziemskiego Chrystusa. Tło górnej części obrazu wypełniają cztery blachy nieregularnego kształtu z rytowanymi scenami: Zwiastowania i Adoracji Dzieciątka oraz dwoma scenami pasyjnymi: Biczowania i Naigrawania oprawców z umęczonego Chrystusa. Przystrojenie obrazu nowymi blachami nawiązywało do kształtu bizantyńskiej basmy, czyli zrabowanej w 1430 blachy, która zasłaniała pierwotnie wizerunek.

### Srebrna zasłona obrazu
Ozdobę obrazu stanowi również srebrna zasłona ofiarowana w 1675 przez Katarzynę i Zygmunta Działyńskich, spuszczana z góry. Złożona jest z dwóch części: srebrnej ramy-bordiury oraz wypełniającej ją blachy późnobarokowej z repusowanymi scenami, będącymi alegorią do Niepokalanego Poczęcia Matki Bożej. Została wykonana w 1673 przez złotnika Johanna Lemana.
Początkowo obraz zasłaniano firankami, a następnie wprowadzono zasłonę metalową, po kradzieży 1 lipca 1722 kilkunastu wotów z ołtarza Matki Bożej. Blacha zasuwy to relief, wzbogacony fakturowaniem i częściowym złoceniem. W dolnej części blachy ukazano biblijne półpostacie Adama i Ewy. Na ich tle widnieje rajskie drzewo z owiniętym wokół jego pnia wężem. Po bokach blachy znajdują się postacie św. Anny (z lewej) i św. Joachima (z prawej) trzymające łodygi liliowe. Z połączenia ich łodyg wyłania się postać Maryi z symbolami z Apokalipsy św. Jana. W górnej części blachy znajduje się Trójca Święta w aureoli rzeszy aniołów.
Rama ozdobiona jest po obu bokach repusowanymi ornamentami roślinnymi, natomiast jej części dolna i górna ozdobione są owalnymi medalionami z inskrypcjami. W górnym medalionie znajduje się inskrypcja łacińska o następującej treści:

SCANDITE MORTALES ALTA CACUMINA MONTIS HIC UOBIS CUNCTIS FACTA MARIA SALUS.

Dolna natomiast stanowi napis wotywny w języku staropolskim:

DZIEDZICZKO CZĘSTOCHOWSKIEY MATKO BOSKA GÓRY. IAKOŚ ZAMOŻNA MATKO IAK WSYNY TAK WCÓRY. WSZYTEK MOY DOMEK CIEBIE SWĄ DZIEDZICZKĄ GŁOSI. NIECH GO SYN TWOY YZTOBĄ W SWEY OPIECE NOSI. A.D. 1673

Odsłonięcie i zasłonięcie obrazu zasłoną odbywa się kilka razy dziennie w czasie około 34 sekund, przy dźwiękach fanfar granych przez pauliński zespół intradzistów.

## Koronacje obrazu

### Pierwsze oznaki kultu
Wizerunek jasnogórskiej Bogurodzicy od początku powstania sanktuarium uznany został za niezwykły, otoczony powszechnym kultem przez wiernych (m.in. przez polskich królów), którzy składali Jej liczne dary i wota. Jan Długosz w (łac. Liber beneficiorum) nazywa jasnogórską Bogurodzicę, słowami:

Najdostojniejszą Królową świata i naszą.

Już w drugiej połowie XVI wieku Grzegorz z Sambora sławił Ją po raz pierwszy jako Królową Polski. Król Jan Kazimierz, składając śluby we Lwowie 1 kwietnia 1656 nazwał Matkę Bożą Patronką i Królową Polski. Fakt ten został potwierdzony przez nuncjusza Pietra Vidoniego, który podczas jednej z uroczystości trzykrotnie zaintonował wezwanie: (łac. Regina Regni Poloniae). W celu podkreślenia tego faktu i znaczenia uwieńczano Ją następnie i towarzyszące jej Dzieciątko zawieszanymi na wizerunkach koronami.
Pierwsze korony zostały ukazane na trzech najstarszych graficznych podobiznach obrazu widocznych na drzeworytach krakowskich: pierwszy, w dewocyjnym druku plakatowym bp. Jana Konarskiego (ok. 1515-1524), drugi w dziele Piotra Rydzyńskiego (łac. Historia pulchra...) (1523) oraz w trzecim, polskim przekładzie tego dzieła autorstwa paulina o. Mikołaja z Wilkowiecka OSPPE (1568). Nie są znani jednak ich fundatorzy.
Pierwszymi fundatorami natomiast zapisanymi historycznie byli królowie. Jako pierwszy uhonorował obraz koronami i srebrnymi złoconymi blachami Władysław Jagiełło po restauracji sprofanowanego Wizerunku w 1430. Dwa wieki później (przed 1642) król Władysław IV przekazał dwie nowe korony. W drugiej połowie XVII wieku ofiarowywano też inne korony dla obrazu, których kształt jest nieznany. W 1671 koronę ofiarowała królowa Eleonora Habsburżanka, żona króla Michała Korybuta Wiśniowieckiego, w latach 1710–1716 o. Konstanty Pawłowski, definitor prowincji paulinów i zakrystian jasnogórski, następnie w 1717 król August II Mocny, który złożył swoją diamentową koronę jako wotum dziękczynne za traktat z konfederacją tarnogrodzką.

### Koronacja papieska koronami Klemensa XI
Następnie do ceremoniału koronacji obrazu przyłączyli się papieże. Zgodę Stolicy Apostolskiej na koronację jasnogórskiego obrazu uzyskano zapewne przy poparciu nuncjusza Girolama Grimaldiego, który miał osobiście dokonać koronacji, z uwagi jednak na niesprzyjające okoliczności, obowiązek ten powierzył biskupowi chełmskiemu Krzysztofowi Janowi Szembekowi. Ostateczną decyzję o koronacji podjął papież Klemens XI, który ofiarował drogocenne korony. 22 lipca 1717 przybył na Jasną Górę kanclerz Królestwa Jan Sebastian Szembek, który przekazał ofiarowane korony otrzymane od nuncjusza w Saksonii i przedstawił dekret upoważniający bp. Szembeka do dokonania koronacji.
8 września 1717 w święto Narodzenia Matki Bożej obraz został uroczyście ukoronowany koronami przez bp. Szembeka wraz z ojcami paulinami mocującymi korony w bazylice jasnogórskiej nad tabernakulum pod baldachimem, gdzie został uroczyście przeniesiony na tę uroczystość z udziałem około 200 tysięcy pielgrzymów. Z okazji koronacji nałożono na obraz Matki Bożej kosztowne szaty wykonane przez brata Makarego Sztyftowskiego. Sporządził on trzy suknie na różne uroczystości: granatową haftowaną diamentami, niebieską z rubinami i zieloną z perłami oraz kamieniami szlachetnymi. Podstawę koron stanowił otok zdobiony dużymi kaboszonami i rautami, klejnoty zaś oprawione były w medaliony i kaszty. Grzebień zwieńczenia koron był szeroko rozchylony na zewnątrz, w postaci sterczyn o potrojonych medalionach z wprawionymi kamieniami i ażurowymi prześwitami między nimi. Każdą z koron podtrzymywała para złotych aniołów. Była to pierwsza na ziemiach polskich ustanowiona dekretem papieskim koronacja wizerunku Matki Bożej z Dzieciątkiem.

### Kradzież koron klementyńskich
Korony papieża Klemensa XI oraz perłową sukienkę z kosztownościami skradziono w nocy z 22 na 23 października 1909. Początkowo myślano, że rabuś lub rabusie dostali się po zostawionej w jednym z okien linie, później zaczęto przypuszczać, że wybrali jakąś inną drogę, a linę przywiązali dla niepoznaki. Sprawców nigdy nie wykryto oraz nie odzyskano skradzionych eksponatów. W miarę upływu czasu utrwaliło się przekonanie, że kradzież stanowiła prowokację polityczną ówczesnych rosyjskich władz zaborczych. Jasna Góra wywierała bowiem znaczący wpływ na kształtowanie świadomości narodowej, stanowiąc poważną przeszkodę w rusyfikacji społeczeństwa polskiego. Należy dodać, że kosztowności z obrazu nie należały do najcenniejszych, jakie znajdowały się w zasięgu sprawców. Na polityczny kontekst kradzieży wskazywał też zamiar cara Mikołaja II, aby podarować własne korony dla obrazu.
Sprawa kradzieży koron budzi jednak liczne kontrowersje i domysły. Wiele źródeł przypisuje sprawstwo paulinowi o. Damazemu Macochowi OSPPE, oskarżonemu później w głośnym procesie piotrkowskim o morderstwo i kradzież pieniędzy dokonaną na Jasnej Górze, łącząc wszystkie te bolesne wydarzenia. Prawdopodobnie o. Macoch był agentem rosyjskich służb carskiej Ochrany. Nigdy mu jednak tego nie udowodniono, jak też i bezpośredniej kradzieży koron i sukienki, a przypuszczenia oparto wyłącznie na politycznych poszlakach.

### Rekoronacja koronami św. Piusa X
Złote korony na obraz przekazał polskiej delegacji duchowieństwa 21 kwietnia 1910 papież Pius X, późniejszy święty, który powiedział wtedy m.in.:

Zaledwie dowiedziałem się, że Polska płacze, postanowiłem ofiarować od siebie korony Matce Najświętszej na miejsce tych, które przesłał jeden z moich poprzedników. Boleję tylko, że moje ubóstwo nie pozwoliło mi złożyć daru tak wspaniałego, jaki zaofiarować pragnęło moje serce. Gdyby to było w mojej mocy, to bym cud uczynił, aby dar mój odpowiadał i gorącemu mojemu nabożeństwu ku Bogarodzicy i mojej miłości dla narodu polskiego.

24 kwietnia 1910 przywieziono korony papieskie dla obrazu, a generał paulinów o. Euzebiusz Rejman przeniósł je z dworca kolejowego na Jasną Górę, gdzie zostały uroczyście nałożone podczas rekoronacji 22 maja tegoż roku na jasnogórskich Wałach przez bp. Stanisława Zdzitowieckiego, a nową sukienkę do przyozdobienia obrazu, tzw. sukienkę koralową ofiarowały kobiety ziemi kieleckiej ze wsi Rembieszyce i Złotniki. Ofiarowane korony są typu otwartego zwieńczone stylizowanymi sterczynami, na koronie Maryi – sześcioramiennymi gwiazdami, na koronie Dzieciątka z kolei – krążkami z rubinami. Korpus obu koron zdobi stylizowana dekoracja o motywach akantu z widniejącymi główkami aniołków oraz rozsianymi na korpusie kamieniami szlachetnymi. Ponadto z boków znajdują się emaliowane postacie stylizowanych aniołów podtrzymujących korony.

### Pozostałe korony
W drugiej połowie XX wieku powstało jeszcze kilka innych koron. Najważniejsze z nich to korony ufundowane na tysiąclecie chrztu Polski w 1966, jako komplet do sukienki milenijnej, na koronację dokonaną przez prymasa kard. Stefana Wyszyńskiego, późniejszego błogosławionego. Pod koniec życia w 2005 papież św. Jan Paweł II również ofiarował korony dla postaci obrazu. Koronacja tymi koronami odbyła się 26 sierpnia 2005 w uroczystość Matki Bożej Częstochowskiej, wraz z obchodami jubileuszu 25-lecia NSZZ „Solidarność”. Ideowo symbolizują one majestat Królowej Korony Polskiej z motywem orłów piastowskich. Ostatnie korony zostały ofiarowane w 2017 z okazji 300. rocznicy pierwszej papieskiej koronacji obrazu przez włoską archidiecezję Crotone-Santa Severina jako zrekonstruowane skradzione korony papieża Klemensa XI, wykonane przez włoskiego złotnika Michele Affidato, a poświęcone 17 maja tegoż roku przez papieża Franciszka.

## Zabezpieczenie obrazu
Po kradzieży nocą z 22 na 23 października 1909 klejnotów zdobiących obraz (sukienek z XVIII wieku i koron ofiarowanych przez papieża Klemensa XI) przeor o. Euzebiusz Rejman OSPPE podjął działania w celu zabezpieczenia wizerunku. Postanowiono umieścić obraz w specjalnie zbudowanym sejfie. Sejf o budowie pancernej szafy został wykonany przez firmę Romualda Szymańskiego z Warszawy, mający wymiary (wysokość × szerokość × głębokość × grubość = 166 × 127 × 32 × 10 cm); grubość dwuskrzydłowych drzwi z tyłu – 13 cm, grubość wysuwanej do góry zasłony przed wizerunkiem – 9 cm. Sejf został umieszczony z tyłu retabulum, stosownie do istniejącego tam otworu na wizerunek. Sejf podtrzymują cztery stalowe konsole tkwiące we wschodniej ścianie prezbiterium, a także pionowe stalowe słupy o przekrojach ceowników. W 2013 zabytkowa szafa pancerna została dokładnie uszczelniona i od strony ołtarza zamknięta szybą pancerną (wielokrotnie klejona z folią PVB) o grubości 24 mm z mocnym antyrefleksem, na stałe umieszczoną w konstrukcji ramy, w której zainstalowano różne sensory kontrolne oraz wiązki światłowodów stanowiące podstawowe oświetlenie obrazu. Zaprojektowano także klimatyzację, która zapewnia stałe optymalne warunki wilgotności, temperatury i jakości powietrza. Nowoczesny system klimatyzacyjny został wykonany przez niemiecką firmę „Glasbau Hahn GmbH” z Frankfurtu nad Menem. Zaopatrzenie systemu klimatyzacji w azot odbywa się dzięki generatorowi, produkującemu czysty azot z otaczającego powietrza, który po nadaniu przewidzianej wilgotności zostaje wprowadzony do przestrzeni ochronnej obrazu.

## Cuda
Według przekazu Kościoła rzymskokatolickiego na przestrzeni wieków przed obrazem dokonywały się liczne cuda i uzdrowienia. Uzdrowienie w kaplicy jasnogórskiej nie dowodzi magicznej mocy obrazu, lecz działania Matki Bożej, posługującej się tym obrazem. Informacje o cudach i łaskach można zaczerpnąć ze źródeł archiwalnych i literatury, a także z opisów konkretnych wydarzeń. Historycznym źródłem jest m.in. list króla Władysława Jagiełły pisany do papieża Marcina V (XV wiek), w którym król pisze m.in.:

We wspomnianym kościele mocą Bożą dzieją się często tajemnice wielu cudów.

Jan Długosz, opisując napad rabunkowy na klasztor jasnogórski w 1430, zaznacza:

Z całej bowiem Polski i krajów sąsiednich, mianowicie: Śląska, Moraw, Prus i Węgier, na uroczystość Maryi Świętej – której rzadki i nabożny obraz na drzewie wykonany w tym miejscu się znajduje – zbiegł się lud pobożny dla zdumiewających cudów, jakie za przyczyną naszej Pani i Orędowniczki tu się dokonywały.

Ze wszystkich cudownych uzdrowień, jakie dokonały się w wyniku orędownictwa Matki Bożej za pośrednictwem obrazu, tylko jeden fakt został urzędowo zatwierdzony. Było to uzdrowienie Tekli Bobrowskiej w kaplicy jasnogórskiej 29 maja 1786. Na prośbę jej ojca Kuria Biskupia w Krakowie przeprowadziła proces i wydała orzeczenie o autentyczności wydarzenia.
Pierwsza księga cudów i łask nie zachowała się w archiwum klasztornym (istniała jeszcze na początku XVI wieku, lecz już wtedy była bardzo zniszczona). Ocalały wypisane z niej 72 wydarzenia, wydane drukiem w 1523 przez o. Andrzeja Gołdonowskiego OSPPE. Przytacza on najstarszy cud uzdrowienia na Jasnej Górze, przywrócenie wzroku w 1386 litewskiemu malarzowi Jakubowi Wężykowi, odnotowany w starym rusińskim kodeksie. Najstarszym dokumentem w archiwum jasnogórskim jest Księga Konfraterni Paulińskiej (łac. Regestrum Confraternitatis) z 1517, w której są wpisy o kilkudziesięciu cudownych wydarzeniach od 1546, na które składały się zarówno rejestr zgłaszanych cudów, jak i odpisy z innych źródeł. Następnie dekret wizytacyjny biskupa krakowskiego kard. Jerzego Radziwiłła z 26 sierpnia 1593 zarządził rejestrowanie cudów i zbieranie dokumentacji, po którym powstał dwutomowy rękopis (łac. Liber miraculorum Beatae Mariae Virginis Czestochowiensis), zawierający ponad tysiąc zapisków. Obok tych dwóch ksiąg, trzecim jest księga cudów pt. Kontynuacja nieskończonych cudów 1681-1804. W połowie XVIII wieku, oprócz notatek w Liber miraculorum..., zaczęto zbierać i przechowywać uwierzytelniającą dokumentację. Od maja 1885 postanowiono zbierać dokumenty i zeznania na luźnych kartkach, co praktykuje się do dziś. Od XVI do połowy XX wieku ukazało się ponad trzydzieści publikacji dotyczących jasnogórskich cudów.

## Hipotezy ikonograficzne
Co do pochodzenia artystycznego obrazu nie ma wśród historyków sztuki zgodnej opinii. Przypisuje się go szkołom malarstwa: bizantyjskiego, węgierskiego, czeskiego, bolońskiego, czy nawet sieneńskiego. Wiele rozbieżnych sądów wzbudza również datowanie wizerunku.
Obraz jasnogórski stał się przedmiotem wielu badań i kontrowersyjnych hipotez. Datowano go na VII wiek (Tadeusz Albin Kruszyński), XI wiek (Charles Rohault de Fleury), XIII wiek (Władysław Podlacha), przełom XIII i XIV wieku (Stanisław Totkowicz, Feliks Kopera), XIV wiek (Boris Rothemund), na okres przed 1382 (Krystyna Pieradzka). Widziano w nim dzieło o tradycjach malarstwa grecko-rzymskiego, przemalowane w XV wieku (Mieczysław Skrudlik) lub kopię wykonaną po 1430 w oparciu o oryginał powstały w V wieku, na przełomie VI i VII wieku, albo na początku IX wieku (Rudolf Kozłowski, Sykstus Szafraniec). Wśród kontrowersyjnych opinii, co do środowiska jego powstania za proweniencją włoską opowiadają się: Jan Fijałek (szkoła bolońska), Totkowicz (dzieło Pietra Cavalliniego), Pieradzka (Siena), Ewa Śnieżyńska-Stolot (krąg Simone Martiniego); za bizantyjską zaś m.in. Michał Walicki, Barbara Dąb-Kalinowska, Teresa Mroczko oraz czeską Karol Estreicher.
W 1984 Anna Różycka-Bryzek i Jerzy Gadomski poddali obraz gruntownej analizie. Stwierdzili, iż obraz był dwukrotnie przemalowywany, składa się z trzech nakładających się warstw: pierwsza, ikonowa, powstała w XII-XIII wieku; po niej pozostała zasadnicza kompozycja obrazu; druga warstwa jest włoska (z połowy lub po połowie XIV wieku) i stanowi obecne malowidło; trzecią warstwę stanowią przemalowania, wykonane w Polsce podczas konserwacji (1430-1434) po napadzie rabunkowym. Tym samym stwierdzili oni, że ikonografia obrazu jest pochodzenia bizantyjskiego, ale on sam powstał w kręgu sztuki łacińskiej. Odrzucili tezy o pochodzeniu bizantyjsko-ruskim, czeskim czy węgierskim.

## Kult religijny

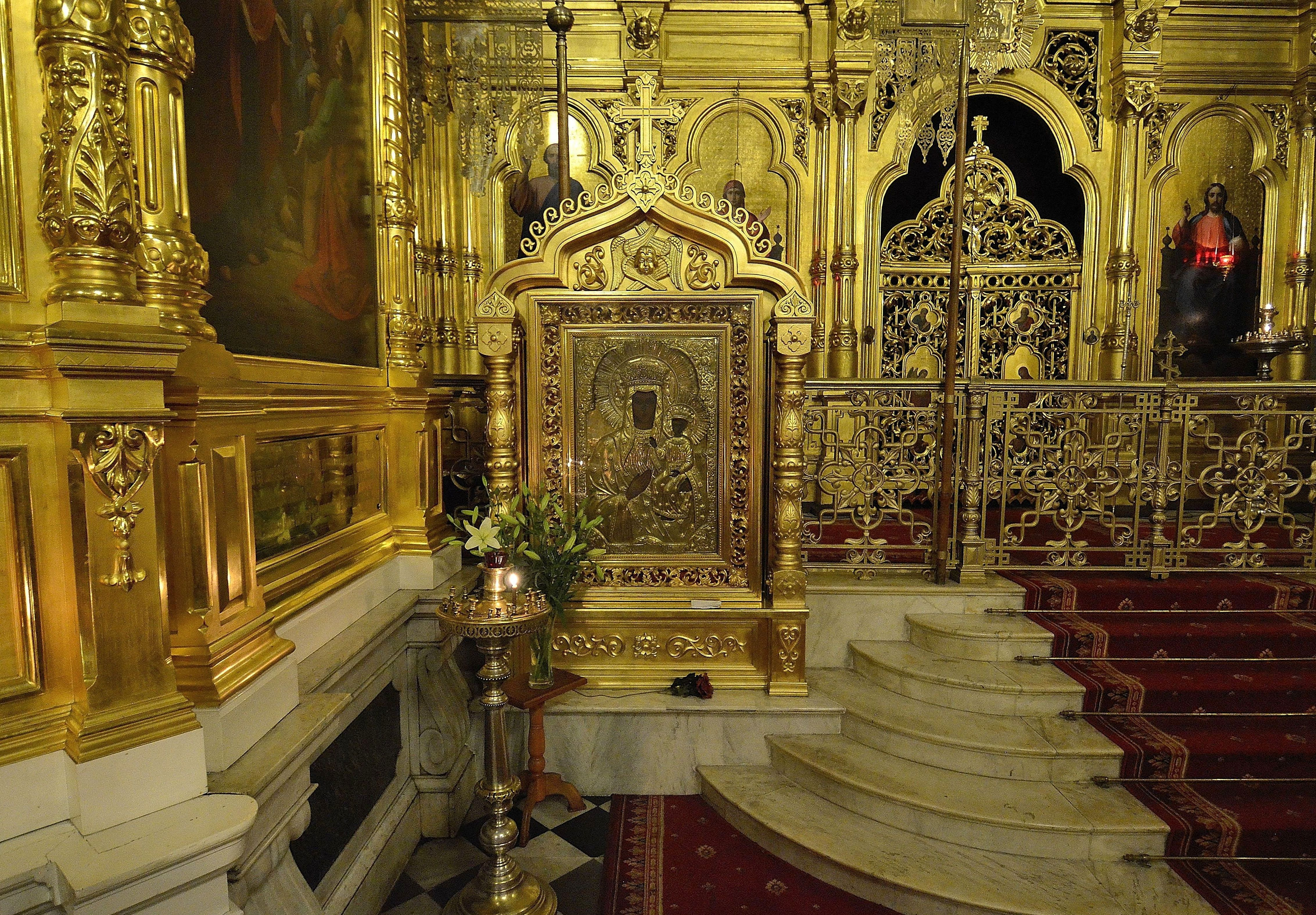
Kiot z Częstochowską Ikoną Matki Bożej w prawosławnym soborze metropolitalnym Świętej Równej Apostołom Marii Magdaleny w Warszawie

Na przełomie XIX i XX wieku przeor jasnogórski o. Euzebiusz Rejman oraz bp Stanisław Zdzitowiecki skierowali petycję do Stolicy Apostolskiej w celu ustanowienia święta Matki Boskiej Częstochowskiej w jej jasnogórskim obrazie. Papież Pius X zatwierdził 13 kwietnia 1904 święto Matki Bożej Jasnogórskiej (Częstochowskiej) dla sanktuarium częstochowskiego i diecezji kujawsko-kaliskiej, w obrębie której znajdowała się wtedy Częstochowa. Święto Matki Boskiej Częstochowskiej obchodzono po raz pierwszy 29 sierpnia 1906. Wkrótce rozszerzyło się ono na inne diecezje. W 1931 papież Pius XI ustalił ostatecznie 26 sierpnia dniem obchodu tego święta. Dekretem Kongregacji Obrzędów z dnia 26 października 1956 uroczystość liturgiczna została przyznana wszystkim diecezjom w Polsce.
W tradycji Kościoła prawosławnego święto Częstochowskiej Ikony Matki Bożej obchodzone jest 19 marca (co odpowiada dacie 6 marca w kalendarzu juliańskim), a także w ostatnią niedzielę sierpnia (niezależnie od kalendarza). Ku czci Częstochowskiej Ikony Przenajświętszej Bogurodzicy powstał także akatyst.
Obraz jest otoczony kultem także poza granicami Polski. Od XV wieku czczono go na Węgrzech, do końca XVIII wieku kult rozwinął się m.in. w Niemczech, Austrii, Słowacji, Chorwacji czy Rosji. W XIX i XX wieku głównie dzięki polskim emigrantom budowano kościoły pw. Matki Boskiej Częstochowskiej, także w Anglii i Francji oraz wielu innych krajach świata. Propagatorami tego kultu byli głównie polscy misjonarze.
Zarówno uchwałą Senatu RP z 4 listopada 2016, jak i uchwałą Sejmu RP z 15 grudnia 2016, rok 2017 został ustanowiony Rokiem 300-lecia koronacji obrazu Matki Bożej Częstochowskiej.
Obraz Matki Boskiej Częstochowskiej został dwukrotnie przedstawiony przez Pocztę Polską na znaczkach pocztowych:
- 26 sierpnia 1982 w serii 600-lecie obecności Obrazu Jasnogórskiego na znaczku o nominale 65 zł projektu Ryszarda Dudzickiego w nakładzie 1 016 000 sztuk[43]
- 26 sierpnia 2017 z okazji 300-lecia koronacji obrazu na znaczku o nominale 2,60 zł projektu Marzanny Dąbrowskiej w nakładzie 240 000 sztuk (wraz z kopertą FDC)[44]

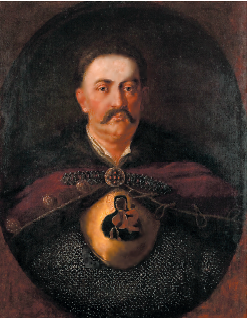
Jan III Sobieski z ryngrafem z podobizną cudownego obrazu

Przed obrazem modliło się wielu polskich królów i książąt, m.in.:
- Kazimierz IV Jagiellończyk (1448 i 1472)
- św. Kazimierz królewicz (1472)
- Zygmunt I Stary (1510 i 1514)
- Stefan Batory (1581)
- Zygmunt III Waza (1616, 1620 i 1630)
- Władysław IV Waza (1621, 1633, 1638, 1642, 1644 i 1646)
- Jan Kazimierz (1649, 1656, 1658 i 1661)
- Michał Korybut Wiśniowiecki (1669 i 1670)
- Jan III Sobieski (1676 i 1683)
- August II Mocny (1704)
- August III Sas (1734)

### Kopie obrazu Matki Bożej Częstochowskiej

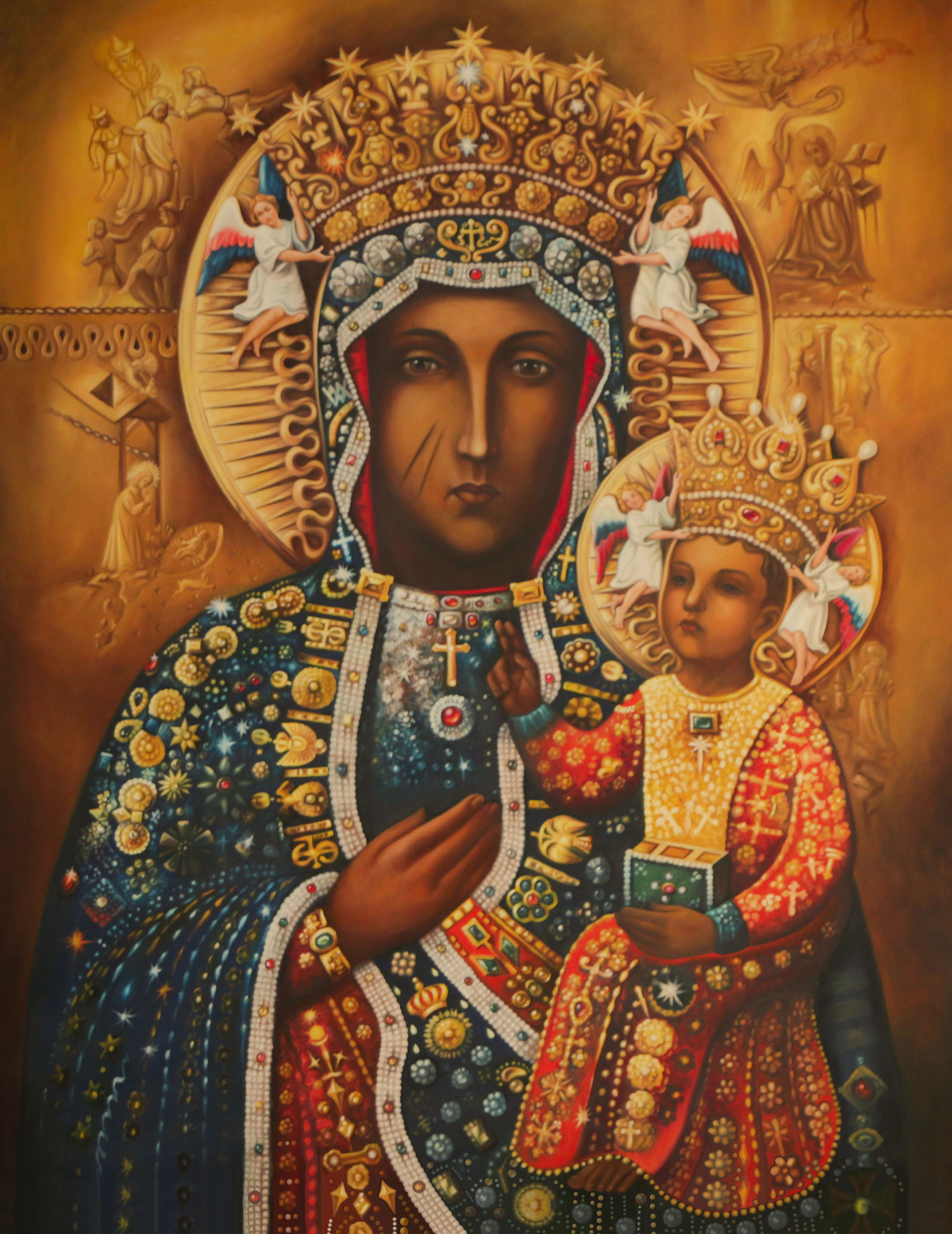
Kopia obrazu Matki Bożej Częstochowskiej (Guadalajara, Meksyk)

Powstało wiele podobizn i kopii wizerunku, które można spotkać w świątyniach katolickich, jak i prawosławnych, prezentowano go również na żołnierskich ryngrafach, chorągwiach czy sztandarach. W 1813, kiedy wojska rosyjskie weszły do twierdzy częstochowskiej, przeor wraz z braćmi klasztoru podarowali generałowi Fabianowi Sackenowi kopię obrazu. Następnie ikona została przewieziona do Sankt-Petersburga i umieszczona w Soborze Kazańskiej Ikony Matki Bożej w Petersburgu.
Wiele innych koronowanych obrazów jest bardzo podobnych do częstochowskiego wizerunku, m.in. w:
- Okulicach (diecezja tarnowska) – obraz Matki Bożej Okulickiej – koronowany 9 września 1962 przez prymasa Stefana Wyszyńskiego
- Głogowcu (diecezja łowicka) – Obraz Matki Bożej Głogowieckiej – koronowany 14 września 1975 przez kard. Stefana Wyszyńskiego
- Dąbrówce Kościelnej (archidiecezja gnieźnieńska) – obraz Matki Bożej Dąbrowieckiej – koronowany 15 czerwca 1969 przez kard. Stefana Wyszyńskiego i rekoronowany 26 czerwca 1994 przez abp. Józefa Kowalczyka
- Lublinie – obraz Matki Bożej Płaczącej – koronowany 26 czerwca 1988 przez prymasa Józefa Glempa